# Dentalium mediopacificensis
Dentalium mediopacificensis är en blötdjursart som beskrevs av Alfred Rehder och Ladd 1973. Dentalium mediopacificensis ingår i släktet Dentalium och familjen Dentaliidae. Inga underarter finns listade i Catalogue of Life.